# بورودینو ۳۵۴۴
سیارک ۳۵۴۴ (به انگلیسی: 3544 Borodino، نامگذاری:1977RD4) سه هزار و پانصد و چهل و چهارمین سیارک کشف شده‌است که در ۷ سپتامبر ۱۹۷۷ کشف شد.
قدر مطلق سیارک برابر ۱۲٫۵۰ است.